# Élodie Clouvel
Pour les articles homonymes, voir Clouvel.
Élodie Clouvel, née le 14 janvier 1989 à Saint-Priest-en-Jarez, est une athlète française, spécialiste du pentathlon moderne, double vice-championne olympique.

## Biographie
Élodie Clouvel est la fille de Pascal et Annick Clouvel, tous deux sportifs de haut niveau.
Elle est en couple avec le pentathlete français Valentin Belaud.
En avril 2025 elle annonce être enceinte de son premier enfant.
Elle est capitaine dans la Gendarmerie nationale.

## Carrière
Elle commence le sport de haut niveau avec la natation, mais ne réussit pas à se qualifier pour les Jeux olympiques d'été de 2008. Elle est alors élève de Philippe Lucas. Contactée par la Fédération française de pentathlon moderne et la Fédération française de triathlon, elle décide de se tourner vers le premier sport pour rester proche des bassins bien qu'elle soit effrayée par les chevaux.
Le 17 mars 2012, elle s'impose avec 5 512 points à Rio de Janeiro et se qualifie pour les Jeux de Londres. C'est la première fois qu'elle remporte un pentathlon. Aux Jeux, elle termine seulement 31e.
Le 27 mai 2016, Élodie Clouvel obtient la médaille d'argent aux mondiaux, derrière la Hongroise Sarolta Kovács et devant l'Allemande Lena Schöneborn. Le 20 août, elle est vice-championne olympique de pentathlon moderne derrière l'Australienne Chloe Esposito. Elle devient la première athlète française à obtenir une médaille en individuel en pentathlon moderne aux Jeux olympiques.
En 2018, aux championnats d'Europe à Bath (Angleterre), elle termine 34e, après avoir subi quatre refus consécutifs de son cheval en équitation. Quelques semaines plus tard, elle termine seulement 6e des championnats du monde à Budapest, après que son cheval a détruit un obstacle (ce qui fait perdre dix points d'office) pendant l'épreuve d'équitation. Néanmoins, elle remporte l'argent sur le relais mixte avec son compagnon, Valentin Belaud. Ils terminent derrière les Égyptiens Salma Abdelmaksoud et Eslam Hamad.
Elle est de nouveau vice-championne olympique lors des Jeux Olympiques de Paris 2024 le 11 août 2024. Elle remporte la médaille d'argent derrière la Hongroise Michelle Gulyás (médaillée d'or) et devant la Sud-Coréenne Seong Seung-min (médaillée de bronze).

## Palmarès
| Évènement                      | Discipline              | 2009 | 2010 | 2011 | 2012   | 2013 | 2014 | 2015   | 2016   | 2017 | 2018    | 2019 | 2020 | 2021 | 2024 |
| ------------------------------ | ----------------------- | ---- | ---- | ---- | ------ | ---- | ---- | ------ | ------ | ---- | ------- | ---- | ---- | ---- | ---- |
| Jeux olympiques                | Individuel              | N/A  | N/A  | N/A  | 31e    | N/A  | N/A  | N/A    | 2e     | N/A  | N/A     | N/A  | N/A  | 6e   | 2e   |
| Championnats du monde seniors  | Individuel              | -    | 11e  | 6e   | 35e    | 5e   | 24e  | 24e    | 2e     | -    | 13e     | 6e   | -    | 2e   |      |
| Championnats du monde seniors  | Équipes                 | -    | -    | -    | -      | -    | -    | -      | 5e     | 26e  | 2e      | 7e   | -    | -    | -    |
| Championnats du monde seniors  | Relais                  | -    | 2e   | 10e  | -      | -    | -    | -      | -      | -    | -       | -    | -    | -    | -    |
| Championnats du monde seniors  | Relais mixte            | -    | -    | -    | -      | 1re  | 13e  | -      | -      | -    | -       | -    | -    | -    | -    |
| Coupe du monde seniors         | Manches indiv. (nombre) | -    | -    | -    | 2e (1) | -    | -    | 2e (1) | 3e (1) | -    | 1re (1) | -    | -    | -    | -    |
| Coupe du monde seniors         | Finale indiv.           | -    | -    | 3e   | -      | -    | -    | 7e     | 11e    | -    | 12e     | 2e   | -    | -    | -    |
| Championnats d'Europe seniors  | Individuel              | -    | 13e  | -    | -      | 35e  | 4e   | 2e     | -      | 11e  | 19e     | 34e  | -    | -    | -    |
| Championnats d'Europe seniors  | Équipes                 | -    | -    | -    | -      | -    | -    | -      | -      | -    | 9e      | 7e   | -    | -    | -    |
| Championnats d'Europe seniors  | Relais                  | -    | -    | -    | -      | -    | -    | -      | -      | -    | -       | -    | -    | -    | -    |
| Championnats d'Europe seniors  | Relais mixte            | N/A  | N/A  | N/A  | -      | 10e  | 8e   | -      | -      | -    | -       | -    | -    | -    | -    |
| Championnats de France seniors | Individuel              | -    | -    | 1re  | -      | 1re  | 1re  | 1re    | -      | -    | -       | 1re  | -    | -    | -    |
| Championnats du monde juniors  | Individuel              | 35e  | 3e   | -    | -      | -    | -    | -      | -      | -    | -       | -    | -    | -    | -    |
| Championnats d'Europe juniors  | Individuel              | -    | 11e  | -    | -      | -    | -    | -      | -      | -    | -       | -    | -    | -    | -    |
| Jeux mondiaux militaires       | Individuel              | N/A  | N/A  | -    | N/A    | N/A  | N/A  | -      | N/A    | N/A  | N/A     | 1re  | -    | -    | -    |

## Distinctions
- Chevalier de l'ordre national du Mérite (décret du 1er décembre 2016)[16]
- Médaille de la jeunesse, des sports et de l'engagement associatif, argent (2025)[17].